# Karolina Mária Friess
Karolina Mária Friess (születési neve:  Jozefina Katalin Mária Frieß, szerzetesi neve: Mária Karolina nővér) (Choisy-le-Roi, 1824. augusztus 21.–Milwaukee, 1892. július 22.) szerzetesnő, az 1833-ban, Münchenben alapított pápai jogú katolikus női szerzetesrend, a Miasszonyunkról Nevezett Szegény Iskolanővérek (SSND) neves tagja.

## Származása
Édesapja Friess György a napóleoni háborúk során került Franciaországba, ahol tolmácsaként alkalmazták a hadseregben. Édesanyja Chapaulard Katalin. Gyermekeik: György, Jozefina, Adolfine, Frigyes, Walburga

## Tanulmányai
Tanulmányait 1829-ben kezdte Donauwörthben. 1831-től az ingolstadti ferences nővérek iskolájában, majd 1835-től a bencés nővérek eichstätti iskolájában tanul. Jó tanuló volt, a kötelező órákon kívül még rajzzal, festéssel, zenével, kézimunkázással foglalkozott. 1839-ben tett tanító záróvizsgát.

## Szerzetesi élete
Egyre erősebb vágy élt benne, hogy szerzetesnő legyen. 1839-ben az eichstätti püspök, gróf Reisach Ágoston Károly háztartásába került, akinek tanácsára az 1833-ban alapított, Gerhardinger Mária Terézia által vezetett szerzetesnői társaságot, a Miasszonyunkról Nevezett Szegény Iskolanővéreket (SSND) választotta.
1840-ben vonult be a neunburgi zárdába, ahol felkészítették a tanítói pályára. 1841-ben tanítói diplomát szerzett. 1842-ben öltözött be szerzetes jelöltnek, majd 1845-ben szerzetesi fogadalmat tett.
1845-ben négy nővértársával együtt kiválasztották arra a feladatra, hogy az USA-ba utazzanak, az ottani német nyelvű iskolák irányítását átvegyék, és továbbfejlesszék az iskolahálózatot.
1850-ben ő lett a szerzetesrend Milwaukeeban levő amerikai anyaházának főnöknője, és haláláig innen irányította a rend észak-amerikai működését. 1892-ben már 2.111 nővér és 331 szerzetesjelölt összesen 212 telephelyen 69.508 fiú- és leánytanulót tanított, többnyire plébániai iskolákban. Az árvaházakban 1.698 gyermeket gondoztak, neveltek és tanítottak. Néhány helyen felsőbb leányiskolát vezettek, 1.784 tanulóval, és 462 bentlakó növendékkel. Öt óvodájuk is volt, 274 gyermekkel.